# Red Dead Redemption: Undead Nightmare
Red Dead Redemption: Undead Nightmare, également appelé Les cauchemars d'outre-tombe, est le nom d'un contenu téléchargeable accompagnant le jeu vidéo Red Dead Redemption (de la série Red Dead), sorti sur PlayStation 3 et Xbox 360 le 26 octobre 2010. Undead Nightmare relate l'histoire de John Marston, qui voit une épidémie ravager l'Ouest américain, ainsi que le Mexique, provoquant la mutation de la plupart des habitants et des animaux en morts-vivants. Il s'agit d'un autre scénario que celui de Red Dead Redemption.
Un disque intitulé également Red Dead Redemption: Undead Nightmare, qui ne nécessite pas de posséder le jeu original Red Dead Redemption, est sorti le 22 novembre 2010 en Amérique du Nord, et le 26 novembre 2010 en Europe. Le disque inclut les anciens contenus téléchargeables qui étaient sortis auparavant, à savoir Outlaws to the End, Legends and Killers, Liars and Cheats, ainsi que les modes multijoueur classiques de Red Dead Redemption. Ce type de stand-alone peut-être comparable à ce que Rockstar Games avait déjà sorti avec Grand Theft Auto: Episodes from Liberty City.
De la même manière que Grand Theft Auto IV avec Episode from Liberty City, cette extension est sortie dans le pack Édition jeu de l'année, avec le jeu original et le mode multijoueur.

## Système de jeu
Undead Nightmare se déroule dans le même monde ouvert que Red Dead Redemption, mais l'atmosphère du jeu a totalement changé, avec l'apparition de zombies, humains ou animaux. Le joueur rencontrera souvent des zombies infectés par le virus à travers le désert. Les affiches représentant les criminels recherchés dans le jeu original sont remplacées par les « Personnes disparues » que le joueur est chargé de retrouver. Les cimetières présents sur la carte (Blackwater, Sepulcro…) doivent être purifiés en y éliminant les morts-vivants et en y brûlant des cercueils
En plus des animaux morts-vivants, des créatures mythiques font leur apparition, comme le Chupacabra, le Sasquatch, ou la Licorne. Le joueur peut obtenir les Chevaux de l'Apocalypse, chacun disposant d'un pouvoir spécifique.  Les munitions se font plus rares, et afin d'en trouver, le joueur doit fouiller les cadavres, de morts-vivants ou non, ouvrir certains coffres ou bien encore rendre des services aux survivants. Il aura à sa disposition de nouvelles armes, comme une torche, ou un appât-dynamite. En plus d'inclure un mode solo totalement renouvelé, le mode multijoueur est également adapté à Undead Nightmare, avec des nouveaux modes de jeux, tels que Cimetières dont le but est de repousser des vagues de zombies.
On y retrouve aussi dans le menu de personnalisation en multijoueur la possibilité d'incarner en mode exploration un personnage zombie comme dans la campagne solo.

## Réception
Undead Nightmare a reçu un 10/10 du site américain IGN et un 8/10 de GameSpot, qui a critiqué la relative facilité du jeu et sa plus grande répétitivité que le jeu original. Néanmoins, ils conclurent que le jeu « propose beaucoup d'amusement pour seulement 800 Microsoft Points », en ajoutant que Undead Nightmare « est une très bonne raison de retourner dans le monde de Red Dead Redemption ».
Undead Nightmare a un score de 87 sur Metacritic, qui fait la moyenne des différents sites de jeux vidéo,.
En France, le premier site français de jeux vidéo, Jeuxvideo.com attribue un 16/20 au jeu alors que Gamekult lui attribue un 8/10, ce qui témoigne d'une critique globalement très positive.

## Prix
- Au Spike Video Game Awards 2010, Undead Nightmare a remporté le prix du Meilleur DLC de l'année[3].